# Werner Berges

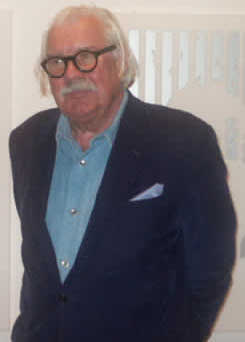
Werner Berges bei seiner Ausstellung 2007 im Pan Kunstforum, Emmerich

Werner Berges (* 7. Dezember 1941 in Cloppenburg; † 26. Oktober 2017 in Schallstadt) war ein deutscher Pop-Art-Künstler, der durch seine Druckgrafiken, Skulpturen und Gemälde bekannt wurde.

## Leben
Werner Berges wurde 1941 in Cloppenburg geboren. Von 1960 bis 1963 studierte er an der Kunstschule Bremen Gebrauchsgrafik mit dem Schwerpunkt Mode-Design.
Ab 1962 schuf Berges eine Reihe abstrakter Arbeiten, die den Amerikaner Cy Twombly als Inspirationsquelle vermuten lassen. Berges interessierte sich schon früh für das Werk Twomblys, aber er lehnte es ab, von einer direkten Beeinflussung zu sprechen.
Von 1963 bis 1968 folgte ein Studium der freien Malerei an der Staatlichen Hochschule für Bildende Künste in Berlin bei Alexander Camaro.
1965 wandte sich Berges langsam der figurativen Malerei zu. Werke aus dieser Zeit zeigen anthropomorphe Figuren, die sich auf der Leinwand verteilen und auf den ersten Blick oft nicht als solche zu erkennen sind. Die einzelnen Figuren präsentieren sich in den mannigfaltigsten Formen, schlängeln sich über die Bildfläche und lassen so einen surrealen Eindruck entstehen, der das Figurative noch dominiert.
1966 wurde Berges Mitglied der 1964 gegründeten Ausstellungsgemeinschaft Großgörschen 35. Eine seiner frühen Einzelausstellungen fand 1966 in den Räumen der Ausstellungsgemeinschaft statt.
1967 fand Berges zu seinem Hauptthema: der Frau. Kein anderes Motiv faszinierte ihn so sehr wie der weibliche Körper: „Eine schöne Frau ist für mich immer noch das Vollkommenste, das ich mir vorstellen kann: Der ideale Gegenstand der Kunst.“
Berges präsentierte den aus der Werbung bekannten Typus der Frau, aber er entfernte die Werbefigur aus ihrem Kontext und präsentierte sie dem Betrachter in einem völlig neuen Licht. Er emanzipierte die Werbe-Mannequins, indem er sie von ihrer künstlich auferlegten Erotik befreite und sie dem Betrachter gleichrangig gegenüberstellte.
Für die „X-Art-Wall“-Serie der Marburger Tapetenfabrik gestaltete Berges 1972 das Motiv „Beauty“, welches als Multiple auf Tapete übertragen wurde, die im selben Jahr auf der Documenta 5 zu sehen war.

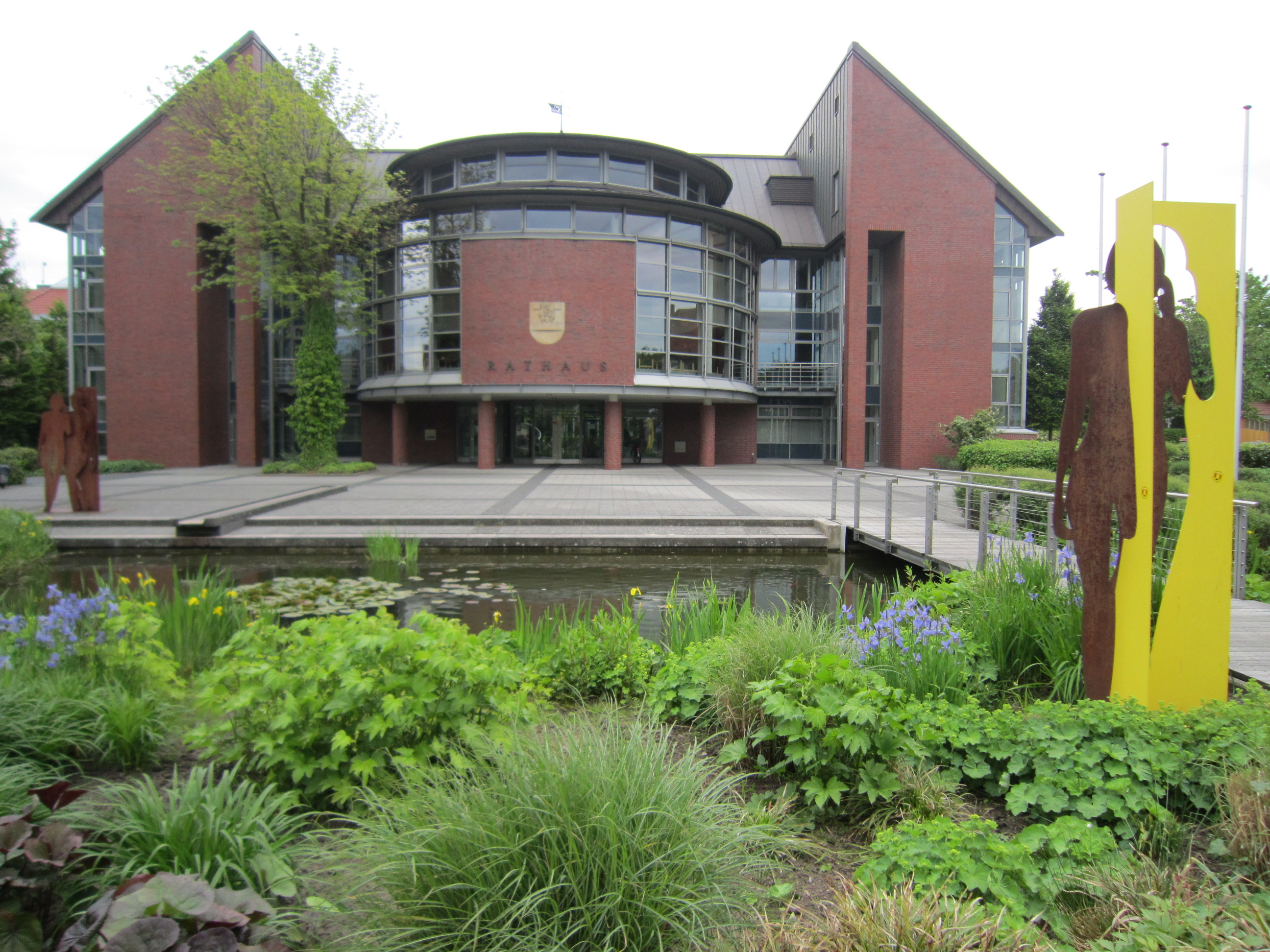
Berges-Skulpturen vor dem Rathaus Cloppenburg

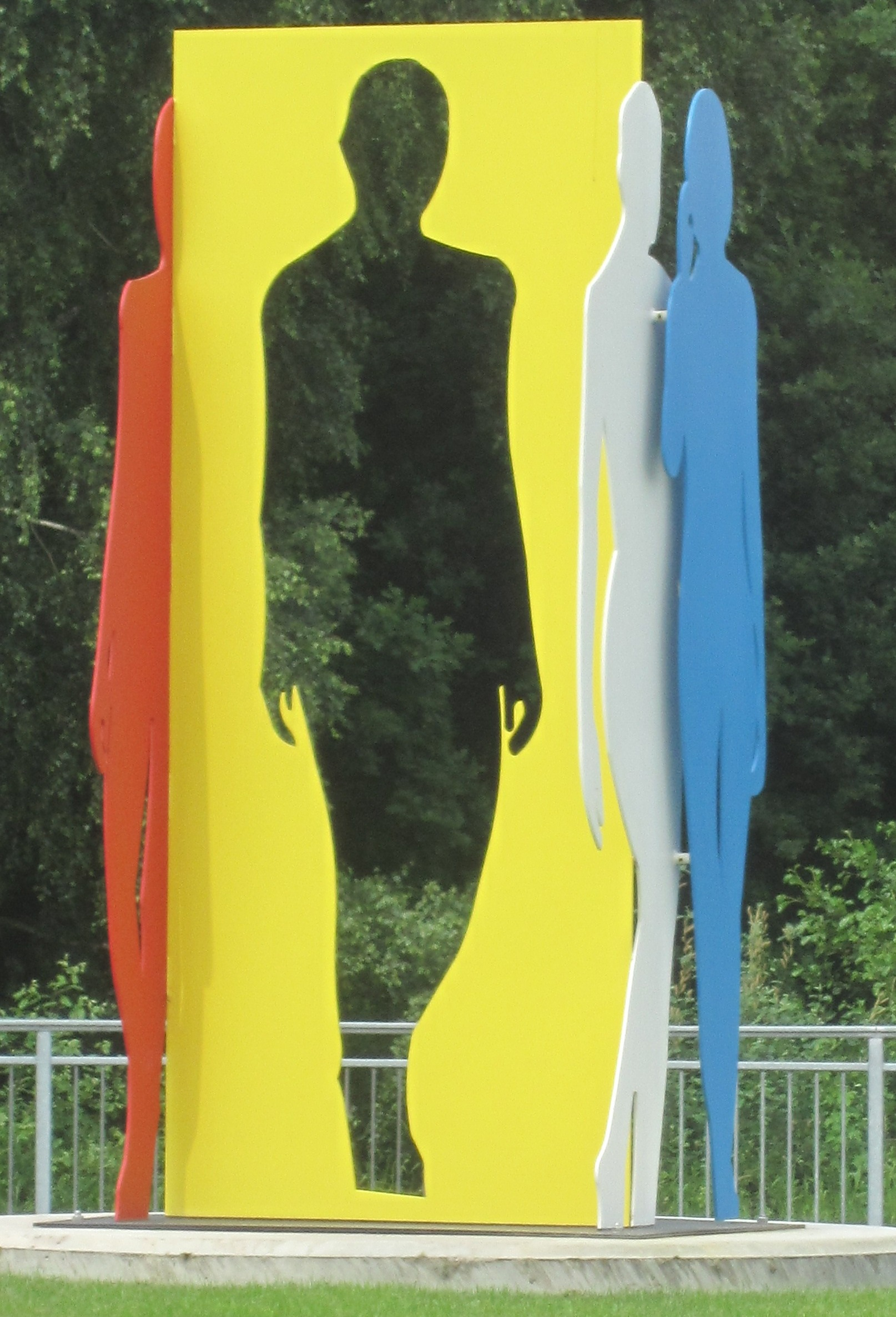
Berges-Skulptur in Lohne

Werner Berges gilt als einer der Hauptvertreter der deutschen Pop Art, aber er selbst stand dieser Einordnung eher kritisch gegenüber. Im Gegensatz zu den amerikanischen Pop-Art-Künstlern, wie Andy Warhol oder Roy Lichtenstein, verfremdete Berges seine Motive. Das Anonyme spielte im Werk Berges’ eine bedeutende Rolle. Auch er selbst blieb gerne im Hintergrund und signierte seine Werke nur auf der Rückseite. Berges befreite Frauen aus ihrem Werbekontext und setzte sie in einen völlig neuen Bildzusammenhang. Er reduzierte die weiblichen Körper auf einfache Formen und kombinierte sie mit verschiedenen Mustern, wie Kreisen, flachen Farbstreifen oder ersetzte die Körperlinie durch lose Konturpunkte. Er selbst sagte, dass seine Raster nichts mit denen von Roy Lichtenstein gemein haben, denn er benutzte sie nicht zur Steigerung, sondern zur Verfremdung des Motivs. Bis auf wenige Ausnahmen handelte es sich bei Berges’ Frauen auch nicht um berühmte Persönlichkeiten.
Der Künstler fertigte nicht nur Bilder, sondern auch Skulpturen an. Insbesondere sein Motiv „Jede Menge Leute“ ist in verschiedenen Varianten im öffentlichen Raum mehrerer Städte zu sehen, z. B. vor dem Rathaus seiner Geburtsstadt Cloppenburg und in der Mitte eines viel befahrenen Kreisverkehrs in Lohne (Oldenburg).
Werner Berges war Mitglied des Deutschen Künstlerbundes und des Künstlerbundes Baden-Württemberg. Berges lebte und arbeitete in Schallstadt bei Freiburg und in Cadaqués/Spanien. Er starb im Oktober 2017 im Alter von 75 Jahren. Berges’ künstlerischer Nachlass wird von seiner Tochter Amala Berges kuratiert.

## Bilder
Typisch für Berges’ Arbeiten sind leuchtende Primärfarben, klare Konturen, die Verwendung von Rasterpunkten und Streifen, die den Gemälden auf spielerische Art und Weise den Charakter von Reproduktionen verleihen.
Inhalt seiner Werke sind immer wieder der Werbung entnommene Frauen, Modells und Stars aus Reklame und Modefotografie, denen der Künstler allerdings durch seine Darstellung einen neuen Stellenwert gab. Erotische Körper, verführerische Blicke und strahlende Gesichter setzte er mit kräftigen Farben, Rasterpunkten, Streifen und Collagen um. Berges’ Arbeiten ist ein „graphisches Liniengerüst“ unterlegt. Dieses Liniengerüst besteht unabhängig von farbigen Zonen und Rasterpunkten.
Im Werk von Werner Berges sind auch einige trompe-l’œil-artigen Bilder zu entdecken, die das Auge des Betrachters hinters Licht führen wollen.
So vermitteln manche auf den ersten Blick den Eindruck, als würde es sich um eine Collage handeln. Sieht man jedoch genauer hin, so sind die Flächen nur gemalt. Andere vermitteln den Eindruck, als seien einzelne Zonen von der Oberfläche der Leinwand abgerissen. Dieser Effekt erinnert an die abgerissenen Plakatwände der Affichisten, ist jedoch hier nur eine Täuschung.

## Ausstellungen

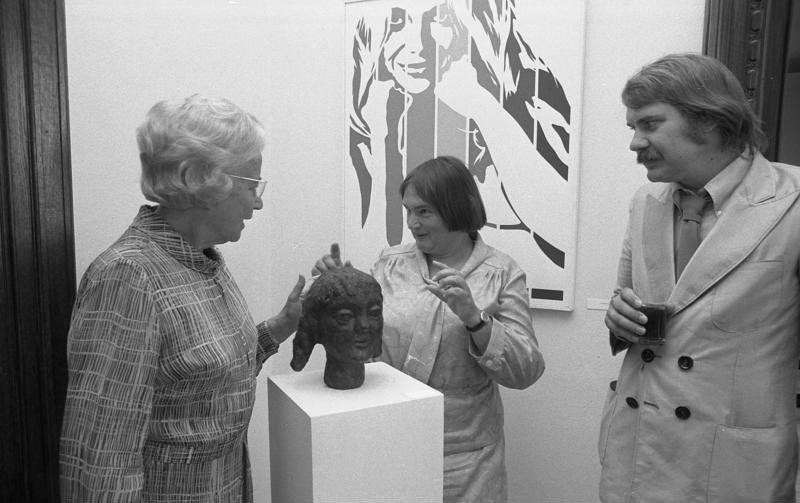
Eröffnung der 16. Ausstellung zeitgenössischer Kunst im Haus des Bundespräsidenten am 20. Juni 1973
(v. l. n. r.: Hilda Heinemann, Brigitte Stamm, Werner Berges)

### Einzelausstellungen (Auswahl)
- 1965: Museumsdorf Cloppenburg
- 1975: Museumsdorf Cloppenburg
- 1984: Galerie Eude, Barcelona
- 1998: Kunstforum Zürich
- 1999: Kunsthaus Grenchen
- 2000: Museum der Stadt Ratingen und Kunstverein Münsterland, Coesfeld
- 2002: Stadtmuseum Oldenburg
- 2008: Morat-Institut
- 2011: Neuffer am Park Kunsthalle, Pirmasens
- 2011: The Artist’s Cut, DavisKlemmGallery Frankfurt
- 2011/2012: mal abstrakt! — eine Auswahl zum 70. Geburtstag, Galerie Kammer, Hamburg
- 2012: Kunst+Kultur-Kreis Damme e. V., Damme, Lohne, Steinfeld
- 2013: No Paint, DavisKlemmGallery, München
- 2014: Hackstücke # 4 Werner Berges: Das druckgrafische Werk, Wilhelm-Hack-Museum, Ludwigshafen am Rhein
- 2014: Mal gestreift, DavisKlemmGallery, Wiesbaden
- 2016: Werner Berges Imaginationen - Arbeiten auf Papier, Museumsverbund Nordfriesland, Schloss vor Husum, Husum
- 2016: Werner Berges: 50 Werke aus 50 Jahren, Kunsthalle Cloppenburg, Cloppenburg
- 2016/2017: Werner Berges: Groß und Klein, galerie pro arte, Freiburg
- 2017: Werner Berges – Pop Art, Landesmuseum für Kunst und Kulturgeschichte Oldenburg
- 2017: Werner Berges – 100+, LEVY Galerie, Hamburg
- 2017: Werner Berges: Damals und heute, DavisKlemmGallery, Wiesbaden
- 2019: Werner Berges: Auch mal so, LEVY Galerie, Hamburg; auch Villa Goecke, Krefeld
- 2021: Werner Berges zum Achtzigsten, DavisKlemmGallery, Wiesbaden

### Gruppenausstellungen (Auswahl)
- 1972: Museo d’arte, Buenos Aires
- 1995: Norwegian International Print Triennale
- 1997: Galerie Moderne, Bad Zwischenahn
- 2000: Kunsthaus Hannover
- 2010: Damals hat die halbe Nation hinter dem Fernseher gestanden, DavisKlemmGallery Frankfurt am Main
- 2012: Punkt.Systeme. Vom Pointillismus zum Pixel, Wilhelm-Hack-Museum, Ludwigshafen am Rhein
- 2014: German Pop, Schirn Kunsthalle Frankfurt
- 2023: Gedruckt, DavisKlemmGallery, Wiesbaden

Werner Berges stellte seine Werke in über 200 In- und Auslandsausstellungen aus. Außerdem gestaltete er das Cover zu Mousse T.s Album Gourmet de Funk.

## Auszeichnungen
- 1965: 2. Preis für Malerei, Neues Forum, Bremen
- 1967: Burdapreis für Graphik, München
- 1967: Stipendium der Studienstiftung des Deutschen Volkes, Bonn
- 1969: Förderpreis des Landes Niedersachsen Meisterschüler, Hannover
- 1970: Preis der Oldenburgstiftung
- 1981: Regiopreis der Wirtschaft, Basel
- 1985: Stipendium der Djerassi-Foundation Woodside, Kalifornien

## Werke in Museen (Auswahl)
- Landesmuseum Oldenburg
- Kupferstichkabinett Berlin
- Augustinermuseum, Freiburg im Breisgau
- Kupferstichkabinett Dresden
- Sprengel Museum, Hannover
- Museum Ludwig, Köln
- Wilhelm-Hack-Museum, Ludwigshafen am Rhein
- Markgräfler Museum Müllheim

## Ausstellungskataloge (Auswahl)
- Berges in Berlin : Bilder, Aquarelle und Zeichnungen 1963–1977. Markgräfler Museum, Müllheim 1998. Ausstellungskatalog, 78 S.
- Berges in Baden : Bilder, Aquarelle und Zeichnungen 1977–1998. Markgräfler Museum, Müllheim 1998, ISBN 3-00-002733-5. Ausstellungskatalog, 84 S.
- Werner Berges. Pop Art. Arbeiten 1965–1977. Ausstellung Museum der Stadt Ratingen vom 26. März bis 1. Mai 2000 und Kunstverein Münsterland e. V. vom 5. Mai bis 23. Juli 2000. Kunstverein Münsterland, Coesfeld 2000, ISBN 3-926538-36-8.
- Erika Davis-Klemm (Hrsg.): Katalog zur Ausstellung Jede Menge Leute. DavisKlemmGallery - Verlag, Frankfurt 2008.
- Erika Davis-Klemm (Hrsg.): Werner Berges: The Artist's Cut. DavisKlemmGallery - Verlag, Frankfurt 2011, ISBN 978-3-9814872-0-6.
- Erika Davis-Klemm (Hrsg.): Werner Berges: Collagen. DavisKlemmGallery - Verlag, Wiesbaden 2013, ISBN 978-3-9814872-1-3